# Цар Гільгамеш
Цар Гільгамеш (англ. Gilgamesh the King) — історико-фентезійний роман Роберта Сілверберга написаний у 1984 році. Автор твору подає Епос про Гільгамеша у вигляді роману. Події показуються від особи самого Гільгамеша. Хоча роман фентезійний, події зображуються в досить реалістичній манері. У 1985 році роман було номіновано на премію журналу «Локус» у номінації найкращий фентезійний роман (6-е місце). Книгу перекладено німецькою, французькою, російською та іншими мовами.
Історія починається зі смерті царя Урука Лугальбанда, батька Гільгамеша, коли той був ще зовсім юним. Це зіткнення зі смертю глибоко вразило героя. Він вирішив помандрувати світом у пошуках безсмерття.
Сілверберг згодом написав низку оповідань з антології «Герої в пеклі» (Heroes in Hell), які описують посмертні пригоди Гільгамеша в пеклі, в тому числі роман «Гільгамеш в глибинці» (Gilgamesh in the Outback), що отримав нагороди.